# 푸지스
푸지스(Fugees)는 미국의 힙합 그룹이었다. 그룹명은 난민을 뜻하는 영어 단어 Refugees로부터 유래하였다. 1997년 열린 39회 그래미 어워드에서 1996년에 발매했던 앨범 《The Score》의 수록곡 〈Killing Me Softly〉로 〈Best R&B Performance by a Duo or Group with Vocal〉를 수상했다.

## 앨범

### 정규 앨범
- 《Blunted on Reality》 (1994년)
- 《The Score》 (1996년)

### 컴필레이션 앨범
- 《Greatest Hits》 (2003년)

### 리믹스 앨범
- 《Bootleg Versions》 (1996년)